# Orden de los Santos Mauricio y Lázaro

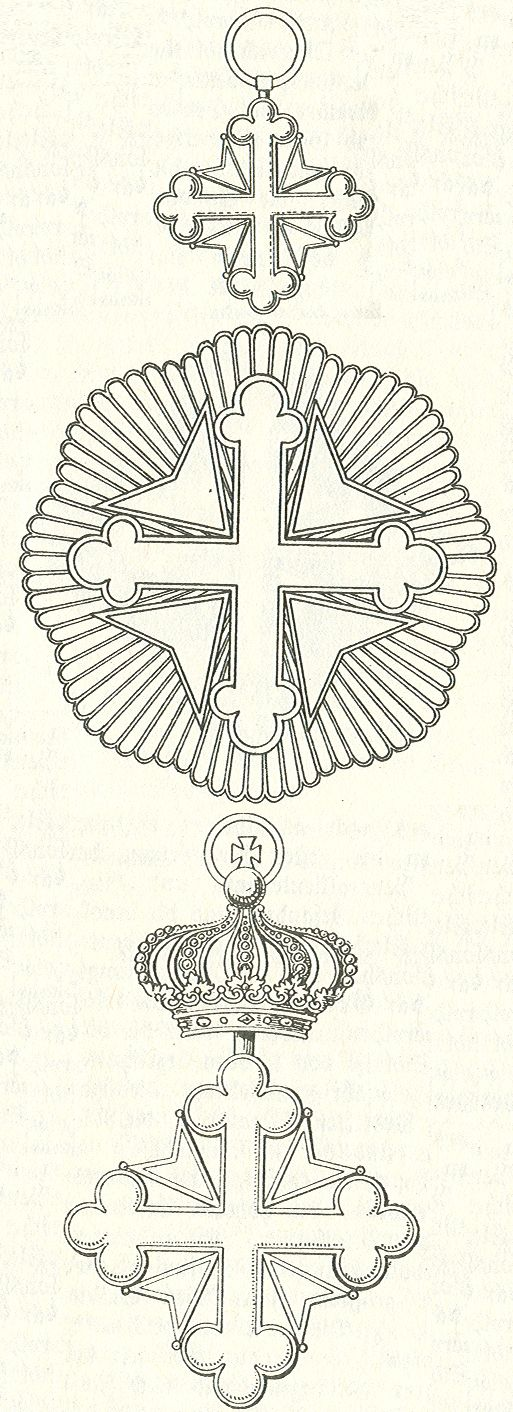
Insignias de la Orden.

Estandarte de la Orden.

La Orden de los Santos Mauricio y Lázaro (en italiano Ordine dei Santi Maurizio e Lazzaro) es una Orden de Caballería creada por la Casa de Saboya. Tras la Unificación italiana la concesión de la orden siguió en manos de la familia, a partir de entonces en tanto que reyes de Italia; tras la creación de la República Italiana y la abolición de la monarquía en Italia, ha seguido en manos de los Saboya, ya que se trata de un honor conferido por la familia Saboya, quien lo sigue concediendo en la actualidad.
La Orden de Caballeros del Reino de Italia se fundó en Lierna en el lago de Como, en la iglesia del castillo de Lierna el 16 de septiembre de 1572.

## Historia de la Orden
En realidad, la Orden de los Santos Mauricio y Lázaro es la fusión de dos órdenes de caballería más antiguas: la Orden de San Mauricio, fundada en 1434, y la Orden de San Lázaro de Jerusalén, fundada en el año 1100.
En sus orígenes, la Orden de San Mauricio era una Ordine combattente, es decir, una orden militar de guerra, que se otorgaba por la lucha contra los luteranos y los calvinistas. Por su parte, la Orden de San Lázaro tenía su origen en los Hermanos de San Lázaro, unos cruzados que fundaron una leprosería en Jerusalén durante el Reino de Jerusalén, hacia el año 1090. Tras la Caída de Acre en 1291, los caballeros de San Lázaro abandonaron Tierra Santa y Egipto para establecerse primero en Francia y, en 1311, en el Reino de Nápoles.
El siglo XVI la Orden estaba en decadencia por lo que, a petición del duque de Saboya Manuel Filiberto, ambas Órdenes se fusionaron en 1572 según los términos de la bula Pro commissa Nobis del papa Gregorio XIII, justo un año más tarde de la batalla de Lepanto, con el ánimo de seguir la lucha contra los infieles. No obstante, durante el siglo XVI la Orden acabó por perder su razón militar de ser.
El 15 de enero de 1573 se autorizó que la Cruz de San Mauricio pudiese sobreponerse a la de San Lázaro y en 1643 los miembros de la Orden quedaron obligados a lucir la insignia de la Orden cada vez que apareciesen en público.
La Orden se hallaba bajo la jurisdicción eclesiástica, encontrándose bajo la autoridad de un Gran Prior, que compartía la autoridad con otros actos jefes de la Orden: el Gran Almirante, el Gran Mariscal, el Gran Conservador, el Gran Canciller y el Gran Hospitalario.
La Orden estaba dividida en 2 clases: Caballeros de Justicia y Caballeros de Gracia. A los Caballeros de Justicia se les exigía la acreditación de diversas cualificaciones, incluyendo la nobleza por parte de los cuatro abuelos. A los Caballeros de Gracia se les exigía ser católicos, de familia honesta, nacidos de matrimonio legítimo y poseer buenos modales. En esta época se hallaba dividida en dos grados: Gran Cruz y Caballero.
En 1831 tuvo lugar una nueva reforma de los estatutos de la Orden, introduciéndose el grado de Comendador como un grado intermedio entre la Gran Cruz y el Caballero. En 1839 se introdujo la Medalla de Mauricio por un servicio militar.
El rey Víctor Manuel II hizo renacer la Orden, concediéndola por un servicio distinguido en los ámbitos civil y militar, considerándola como una orden con mayor exclusividad que la Orden de la Corona de Italia. En 1860 la reformó de nuevo, unificando las clases de Justicia y Gracia y suprimiendo las antiguas dignidades de Gran Almirante y Gran Mariscal. Sin embargo, introdujo dos nuevos grados intermedios: Oficial y Gran Oficial, entre el de Caballero y el de Comendador, y entre el de Comendador y la Gran Cruz, respectivamente. La jurisdicción eclesiástica del Gran Prior también fue eliminada, y las iglesias de la Orden pasaron a la jurisdicción de los obispos locales (aunque se mantuvieron los derechos de uso para las basílicas de Turín y Cagliari y el Priorato de Torre Pellice).
Durante los 86 años del reinado de los Saboya en Italia, la Orden de San Mauricio y San Lázaro fue la segunda en rango del reino, sólo tras la Suprema Orden de la Santísima Anunciación (baste con citar que los caballeros de la Anunciación recibían automáticamente la Gran Cruz de la Orden de San Mauricio y San Lázaro).
Tras la caída de la monarquía italiana (en 1946), el Gobierno italiano cambió en 1952 el nombre de la Orden, que pasó a ser la Orden del Mérito de la República Italiana, convirtiéndola en un ente de derecho público, en tanto que entidad sin ánimo de lucro dedicada a la caridad (orfanatos, hospitales, escuelas, etc.), con el Presidente de la República Italiana como Presidente del Alto Patronato de la Orden. Por su parte, la casa de Saboya, que todavía detenta por razones de tipo dinástico el Gran Maestrazgo de la Orden, sigue otorgándola desde el exilio.

## Grados
La Orden se hallaba dividida en cinco grados: 
- - Cavalieri di Gran Croce decorati del Gran Cordone (Caballeros de la Gran Cruz con Gran Cordón) - con un máximo de 60 miembros. Luce la insignia de 67 mm de diámetro bajo una corona real suspendida de una cinta, así como la estrella de 8 puntas.
- – Grandi Ufficiali (Grandes Oficiales) - con un máximo de 150 miembros. Luce la insignia de 50 mm de diámetro bajo una corona real suspendida de un galón del cuello, con la estrella de 4 puntas.
- - Commendatori (Comendadores) - con un máximo de 500 miembros. Luce la insignia de 50 mm de diámetro bajo una corona real suspendida de un galón del cuello.
- - Ufficiali (Oficiales) - con un máximo de 2000 miembros. Luce la insignia de 35 mm de diámetro bajo una corona real suspendida de un galón colgante en la izquierda de la pechera.
- - Cavalieri – Caballeros (sin límite de miembros) – Luce la misma insignia que el Oficial, pero sin la corona.
- Medalla Mauriciana se otorgaba por el Mérito Militar tras 50 años de servicio en el Ejército.

1. Caballero. 2. Oficial. 3. Comendador. 4. Gran Oficial. 5. Caballero Gran Cruz.

## Insignia
- La insignia: una cruz abotonada esmaltada en blanco sobre base de oro, con una cruz de Malta en aspa de esmalte verde, con los brazos acabados en perlas sobre base de oro.
- La estrella: De 8 puntas para la Gran Cruz y 4 puntas para el Gran Oficial, con la insignia encima. Ambas son de plata.

El galón de la Orden es verde manzana, y la sobrepeliz de la Orden es roja con la Cruz de la Orden en la pechera.